# Palestinologia

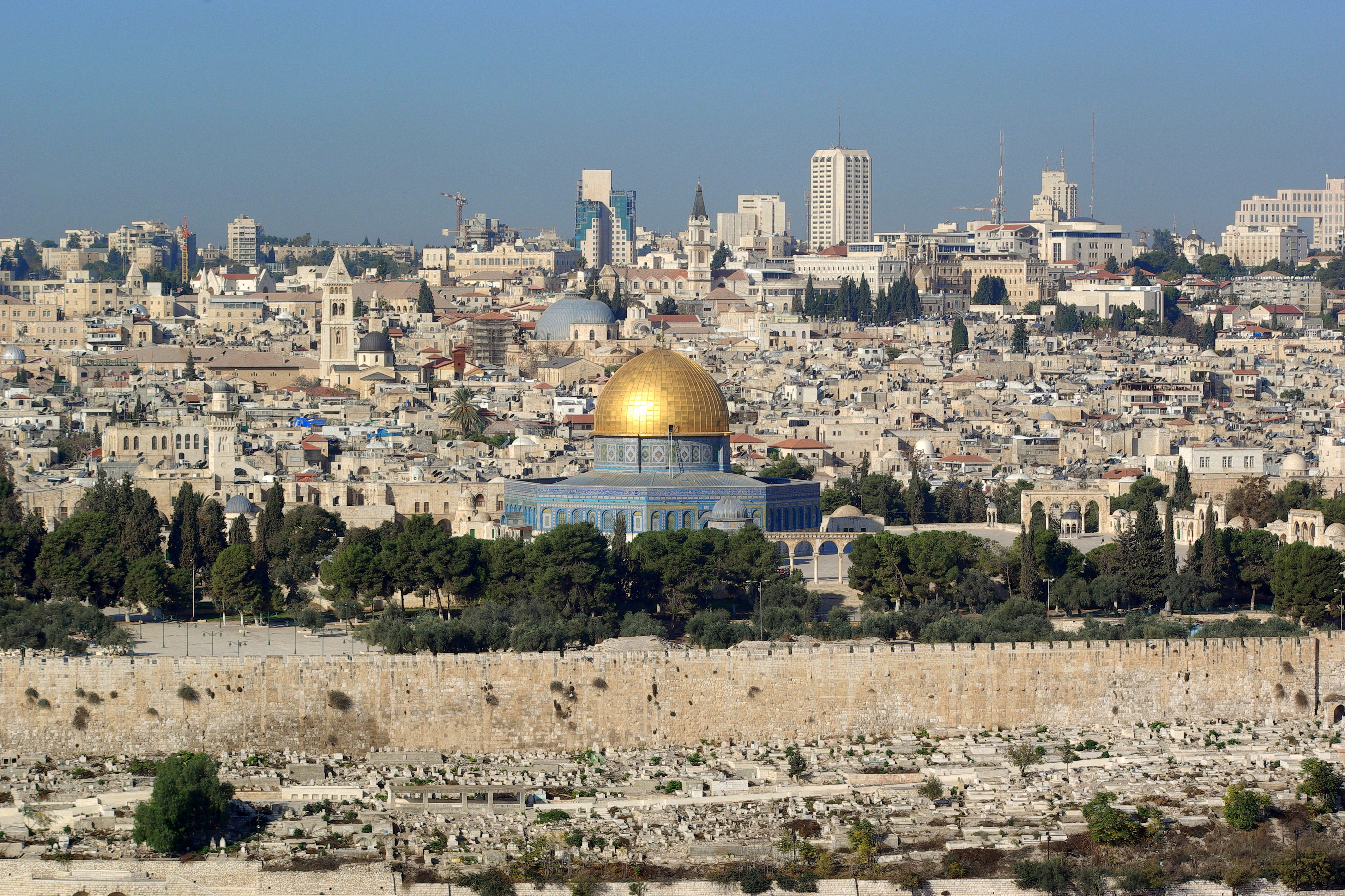
Veduta di Gerusalemme.

La Palestinologia (dal greco: Παλαιστίνη, Palaistine e λόγος, "discorso" o "studio") è il campo di conoscenza che consiste nellʼinterpretare la Sacra Scrittura approfondendo la conoscenza della terra nella quale essa è nata, in tutti i suoi aspetti storici, geografici, religiosi e sociali.
La Palestinologia, ritenuta oramai una vera e propria disciplina nell'ambito delle scienze storiche, costituisce una branca dell'Archeologia biblica e si occupa principalmente di studiare la Palestina dei tempi antichi attraverso i luoghi, i monumenti, le iscrizioni e gli scritti. La Palestinologia è sorella dell'Egittologia, Assiriologia, Persianologia e Indologia.

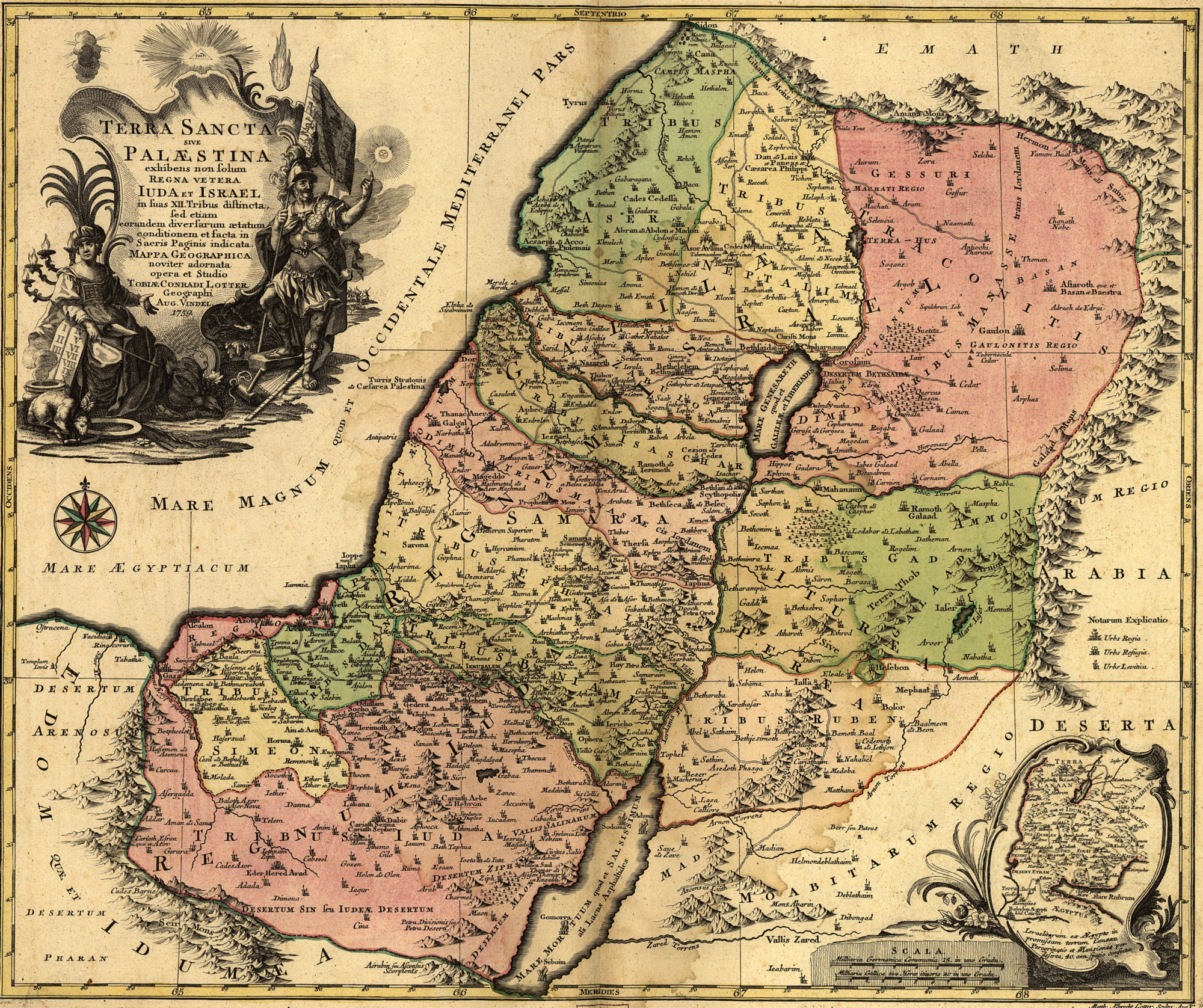
Una mappa della Palestina del 1759.

## Le scuole di specializzazione
La Palestinologia, negli ultimi anni, ha percorso nuove strade di formazione creando nuove discipline al proprio interno. Esistono palestinologi specializzati in storia e geografia biblica, archeologia biblica, teologia e esegetica interpretativa.  
Per sua natura, la palestinologia è una scienza interdisciplinare che integra studi di diversa specie: geografici, storici, archeologici ed esegetico-biblici. L'approfondimento e il confronto tra diversi studiosi ha prodotto sinergie e creato ampi orizzonti nel campo della ricerca archeologica in Palestina: «solo combinando insieme i risultati di diverse discipline avremo un quadro unitario della regione teatro della storia della salvezza raccontata nei libri biblici».
Sylvester J. Saller, Camillo Bellarmino Bagatti, Virgilio Corbo, Bargil Pixner e Michele Piccirillo sono i nomi di alcuni autorevoli studiosi, ormai scomparsi, considerati dei luminari nel campo della Palestinologia moderna.

## Le origini

### I pionieri

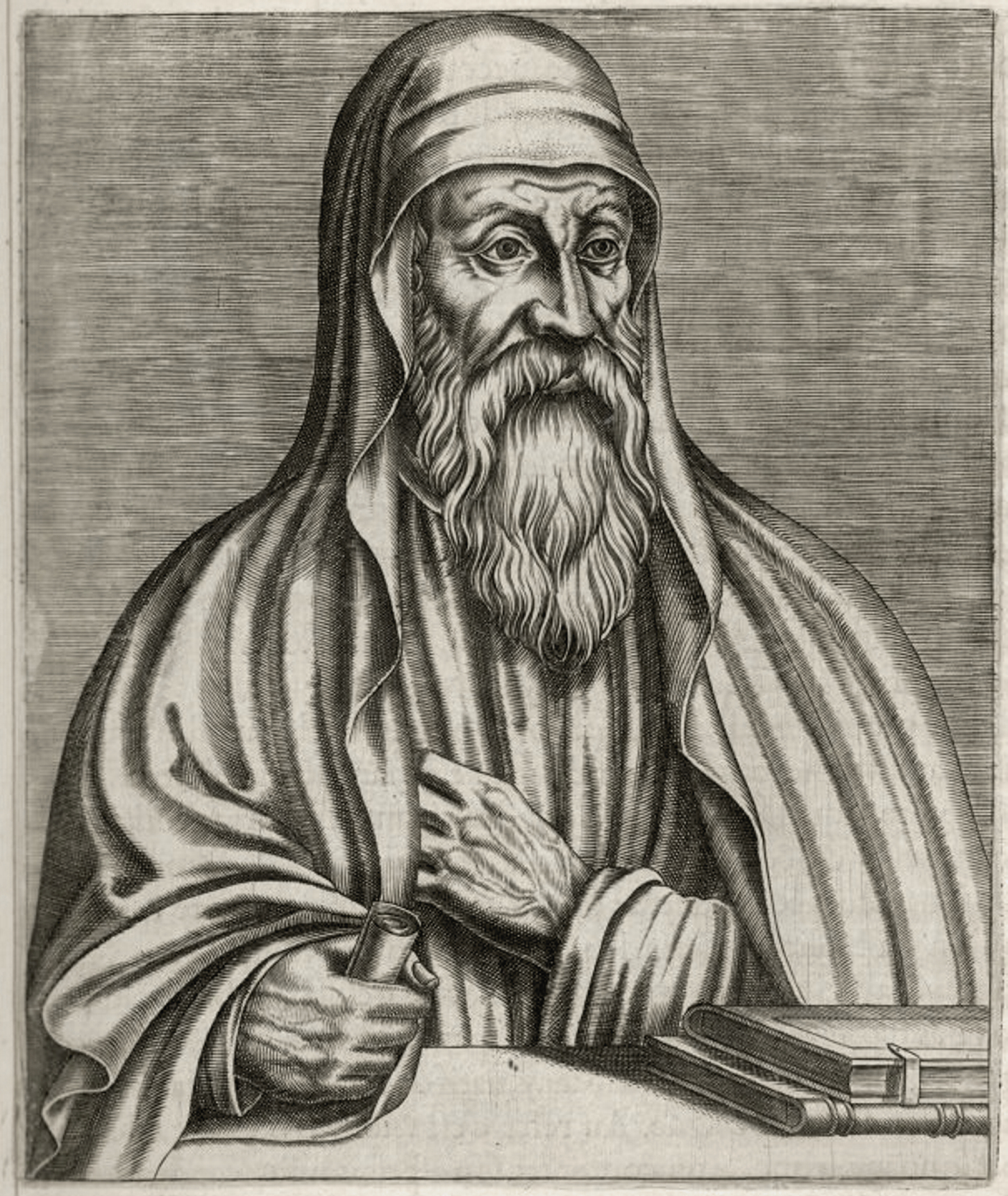
Origene detto Adamanzio.

Il primo palestinologo della storia di cui si ha traccia è Origene, detto Adamanzio che, alla ricerca della Betania al di là del Giordano menzionata dal Vangelo di Giovanni, scrisse di essersi “recato sulle tracce di Gesù, degli apostoli e dei profeti”.
Questa disciplina conobbe un ulteriore impulso con Eusebio di Cesarea a cui si deve l'Onomasticon (Περὶ τῶν τοπικῶν ὀνομάτων τῶν ἐν τῇ ϑείᾳ γραϕῇ), dizionario dei Luoghi Santi, prima testimonianza organica di geografia biblica dellʼAntico e del Nuovo Testamento, e da San Girolamo che, forte della sua lunga permanenza a Betlemme, osservò che, se per imparare il greco bisognava recarsi ad Atene, per comprendere la Sacra Scrittura bisognava andare in Terra Santa. 

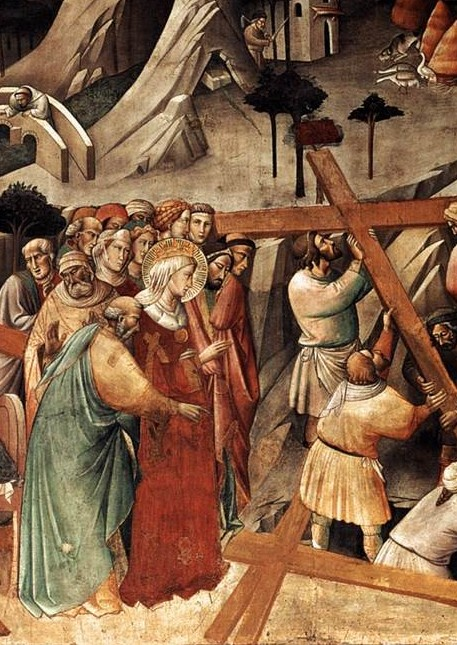
La ricerca della croce, Agnolo Gaddi, Firenze, 1380.

Socrate Scolastico (nato nel 380 circa) fornisce un resoconto del ritrovamento della tomba di Gesù, nella sua Storia ecclesiastica. Lo storico di Costantinopoli parla di "scavi archeologici" avvenuti in Palestina che furono portati avanti da Macario, vescovo di Gerusalemme, per volere di Costantino, il quale aveva avuto un sogno premonitore (luglio 325)
Sempre da Socrate Scolastico ci viene un'altra preziosa informazione circa il viaggio in Palestina di Flavia Giulia Elena, madre dell'imperatore Costantino I, (i cattolici la venerano come Sant'Elena Imperatrice) che si mise alla ricerca della Vera Croce: la tradizione cristiana indica lei quale scopritrice.

### L'impulso dei Francescani
La Palestinologia, come scienza, si affermò in maniera definitiva con i Francescani nei secoli XVI - XVIII, si deve a loro l'invenzione del termine "Palestinologia" necessario per differenziarlo dall'Archeologia biblica al fine di preservarne la laicità della disciplina stessa, liberandola da ogni equivoco confessionale.

### I padri della Palestinologia

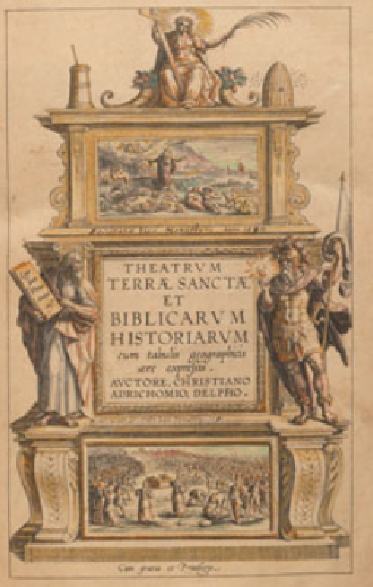
Il Theatrum Terrae Sanctae è l'opera maggiore del palestinologo olandese Christian Kruik van Adrichem, nato nel 1533: contiene la geografia della Palestina, e un compendio di storia sacra.

Nel corso della storia dell'antica Palestina, diversi palestinologi si sono susseguiti contribuendo in modo significativo alla crescita e sviluppo della Palestinologia. Dagli scritti di questi emerge una profonda conoscenza di quel piccolo lembo di terra che fa da sfondo alle pagine bibliche: una conoscenza nel suo aspetto fisico-climatico, con le sue montagne, le sue valli, le pianure, i corsi d'acqua e le zone desertiche che ne costituiscono la geografia fisica; una conoscenza nel suo aspetto umano, con le popolazioni che l'abitarono, i regni che vi si succedettero, le città che vi furono costruite e i nomi che furono dati nei diversi periodi a queste realtà studiate dalla geografia storica, di cui fa parte anche la geografia biblica.
Tra questi i più insigni sono:
| Niccolò da Poggibonsi, ( XIV secolo.), italiano (Poggibonsi)   |
| Christian Kruik van Adrichem, (1533 – 1585), olandese (Delft)  |
| Francesco Quaresmio (Quaresmi), (1583 – 1656), italiano (Lodi) |
| Tommaso Obicini, (1585-1632), italiano (Novara)                |
| Edward Robinson, (1794 - 1863), americano (Southington)        |
| Victor Honoré Guérin, (1821-1891), francese (Parigi)           |
| Abraham Moses Luncz, (1854–1918), russo (Kaunas)               |
| Gustaf Hermann Dalman, (1855-1941), tedesco (Niesky)           |
| Girolamo Golubovich, (1865-1941), (Costantinopoli)             |
| William Foxwell Albright, (1891 -1971), americano (Coquimbo)   |
| Martin Noth, (1902-1968), tedesco (Dresda)                     |